# Tunnel sous la Manche
Le tunnel sous la Manche (en anglais, The Channel Tunnel ou Chunnel) est un tunnel ferroviaire majoritairement sous-marin reliant Folkestone, dans le sud-est du Royaume-Uni (Kent, Angleterre), et Peuplingues, près du terminal de Coquelles, dans le nord de la France (Pas-de-Calais, Hauts-de-France), unissant ainsi le réseau ferroviaire britannique aux réseaux français et européen. Composé de deux tubes latéraux parcourus par des trains et d'un tube central de service plus petit, il est long de 50,5 kilomètres dont 38 percés sous la mer. Il est exploité par la société franco-britannique Eurotunnel, filiale de Getlink.
C'est actuellement le tunnel ayant la section sous-marine la plus longue du monde. Il est légèrement moins long que le tunnel du Seikan entre les îles de Honshū et Hokkaidō au Japon, mais il comporte un tronçon plus long de 15 km que le tronçon sous-marin du tunnel du Seikan mesurant 23,3 km. En 1997, l'American Society of Civil Engineers (Association américaine des ingénieurs en génie civil) le désigne comme l'une des Sept Merveilles du monde moderne, et, en 2013, la Fédération internationale des ingénieurs-conseils le désigne comme « projet majeur de Génie civil des 100 dernières années ».
Sa construction, débutée le 15 décembre 1987, a été réalisée par TransManche Link (TML), un consortium de dix entreprises de travaux publics (cinq britanniques et cinq françaises). Le tunnel est inauguré le 6 mai 1994 et ouvert au service commercial depuis le 1er juin 1994.

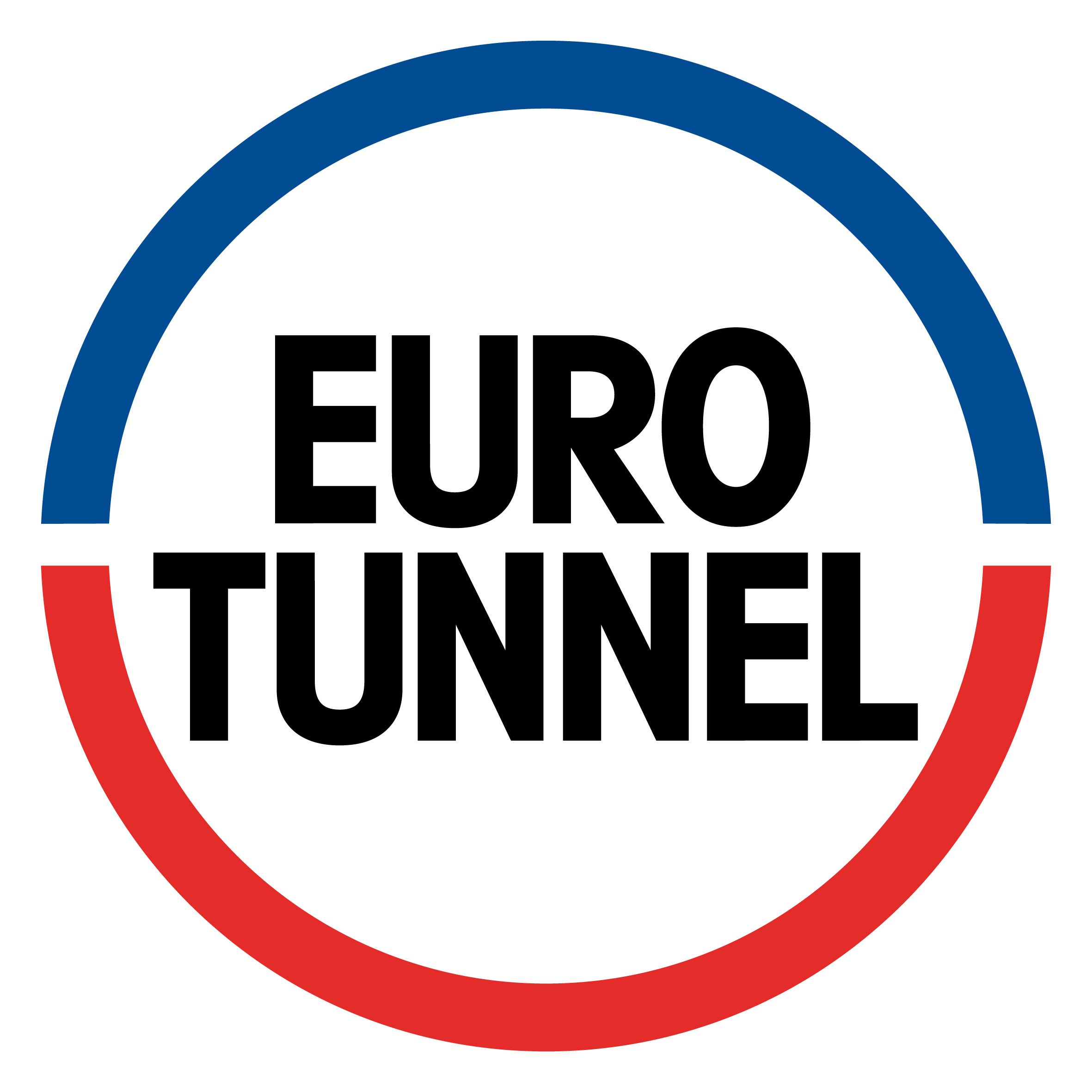
Logo d'Eurotunnel.

Le service navette d'Eurotunnel permet la traversée des véhicules routiers et de leurs passagers sur des trains adaptés en environ 35 minutes. La traversée des voyageurs sans véhicule est assurée par des trains Eurostar, de type TGV et conçus spécialement pour cette ligne. À l'origine du projet du tunnel, la circulation de trains de nuit était également prévue. Des voitures-lits (voitures « Nightstar ») ont été conçues et construites pour ce service, mais elles n'ont jamais été utilisées pour cela (elles ont été revendues à l'opérateur canadien Via Rail Canada).
Le tunnel à ses deux extrémités est relié :
- au réseau autoroutier (A16 en France et M20 en Angleterre[9]) et routier ;
- au réseau de chemin de fer « classique » (autre que celui à grande vitesse) pour les trains de fret et, côté britannique, pour les trains Eurostar avant l'ouverture de la LGV britannique ;
- au réseau de chemin de fer à grande vitesse (LGV Nord côté français et High Speed 1 côté britannique) pour les trains à grande vitesse.

La LGV britannique est en voie normale (1 435 mm), avec un gabarit large et moderne, européen, permettant au fret en gabarit GC (gabarit des nouvelles lignes grande vitesse en Europe) d'être transporté jusqu'au point kilométrique de Barking,. La ligne est électrifiée en 25 kV 50 Hz.

## Histoire
La Manche a été pendant plusieurs siècles un rempart pour l'Angleterre. Elle a ainsi été une alliée contre l'invasion de l'île et a joué un rôle décisif lors des différentes guerres. Toutefois, elle limite également les échanges avec le continent et de ce fait de nombreux ingénieurs ont essayé de créer un lien fixe entre la Grande-Bretagne et le continent.
Après plusieurs tentatives, dont l'avant dernière en 1982-1985, l'idée de creuser un tunnel sous la Manche est relancée en 1984 avec une demande conjointe des gouvernements français et britannique pour des propositions de tunnels financés par le secteur privé. Des quatre propositions, la plus proche du projet de 1973 est retenue, ce qui est annoncé le 20 janvier 1986. Les deux gouvernements signent le 12 février 1986 et ratifient en 1987 un traité consacrant cette solution.

### Premiers projets

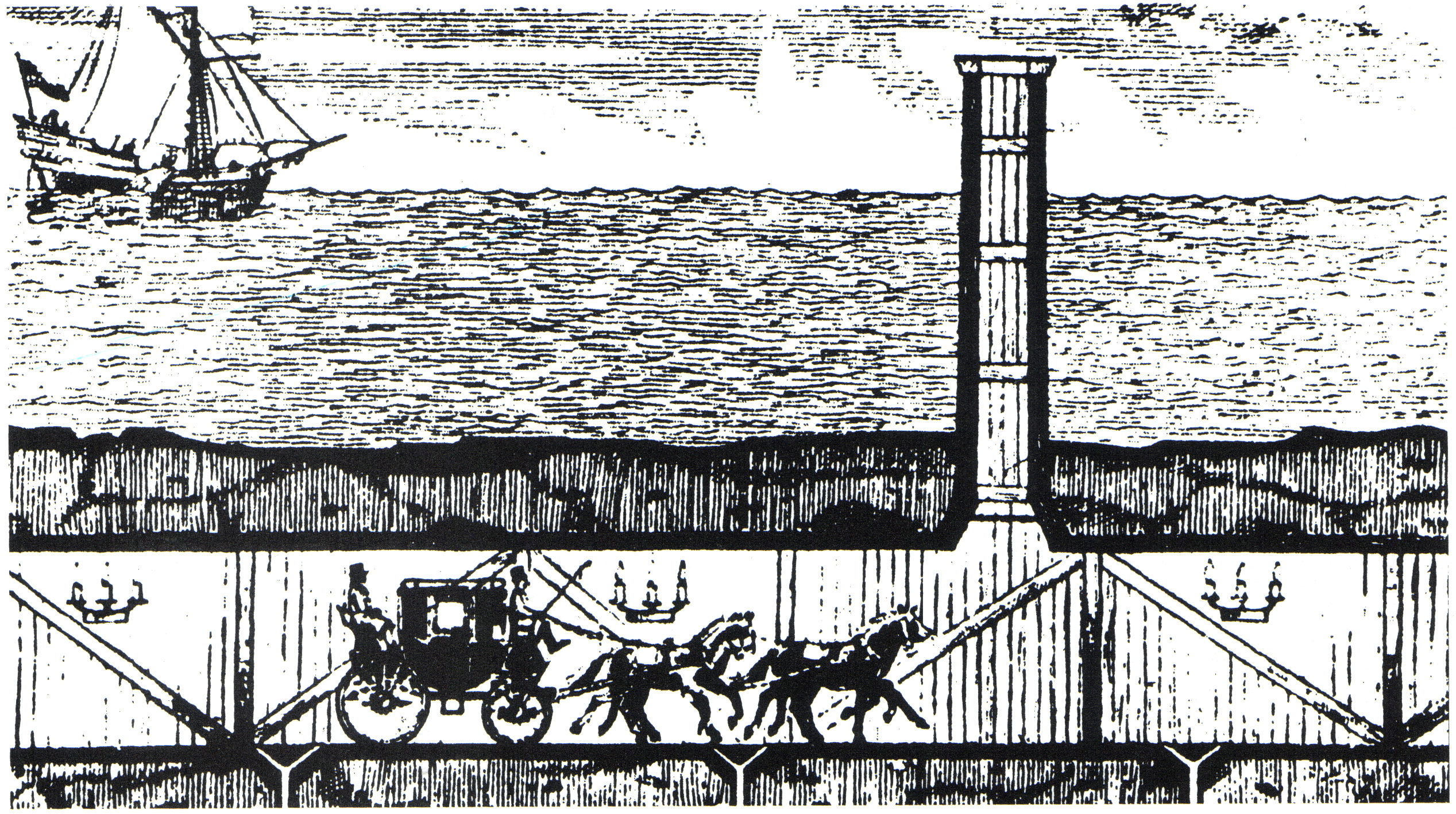
Projet d'Albert Mathieu-Favier d'un tunnel sous la Manche en 1801.

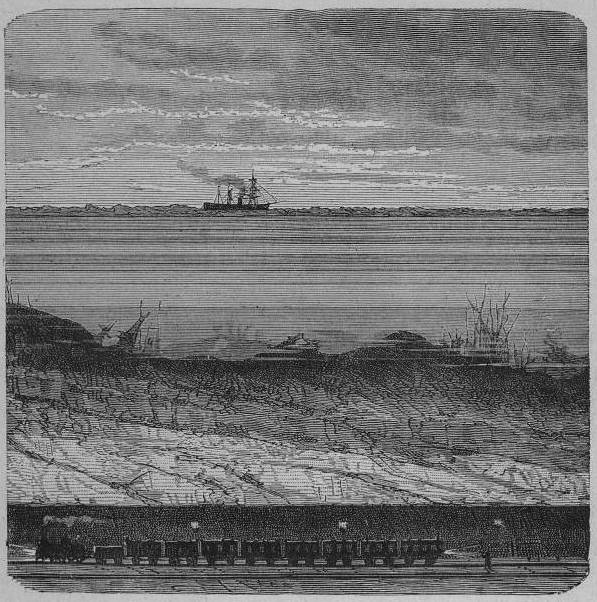
Projet de tunnel en 1885.

Selon une légende, c'est en 1750 que le géographe Nicolas Desmarest émet le premier l'idée de relier l'Angleterre et le continent européen par un pont, un tunnel ou une digue, les deux pays étant selon lui jadis reliés par une langue de terre. En 1751, il remet à la cour de Louis XV un rapport intitulé « Dissertation sur l’ancienne jonction de l’Angleterre à la France : sa formation par la rupture de l'isthme » mais qui n'évoque pas la construction du tunnel, la confusion naissant lors de la réimpression de ce texte en 1875 alors que se développent les études pouvant servir à la réalisation du tunnel.
En 1801, Albert Mathieu-Favier conçoit un projet de lien fixe entre l'Angleterre et l'Europe consistant en un tunnel composé de deux galeries superposées. La première, pavée et éclairée, servirait aux malles-postes tandis que la seconde servirait à l'écoulement des eaux d'infiltration. Au milieu du trajet, une île artificielle permettrait une halte aux voyageurs. Les guerres napoléoniennes provoquent l'abandon de ce projet.
En 1803, un Anglais propose l'immersion d'un tube métallique dans un fossé creusé au fond du détroit. Cependant, si cette solution évite le problème du relief accidenté du fond de la Manche, des problèmes comme la pression à cette profondeur bloquent cette proposition.
À partir de 1833, l'ingénieur français Aimé Thomé de Gamond étudie les possibilités de lien fixe. Il finit par opter pour un tunnel ferroviaire foré. Pour ces études, il récupère de nombreux éléments et va jusqu'à faire des plongées en apnée pour étudier le fond marin. Après plusieurs présentations, son projet est accepté en 1867 par Napoléon III et la reine Victoria. La guerre franco-allemande de 1870 fait suspendre le projet.
D'autres projets ont ensuite été étudiés, parmi lesquels une locomotive sous-marine imaginée en 1869 ou un « pont-tube » proposé par un ingénieur en 1875.
Eugène Burel, un ingénieur français, est l'auteur à la fin des années 1870 d'un projet de traversée de la Manche dans le Pas de Calais. Son idée est la constitution d'une digue par enrochement entre les rivages et les bancs marins de Varne d'un côté et de Colbart de l'autre, laissant subsister entre les deux bancs un chenal d'un kilomètre de large réservé à la navigation. La jonction entre les extrémités de la digue interrompue serait opérée au moyen de bacs à vapeur,.

### Projet de 1874

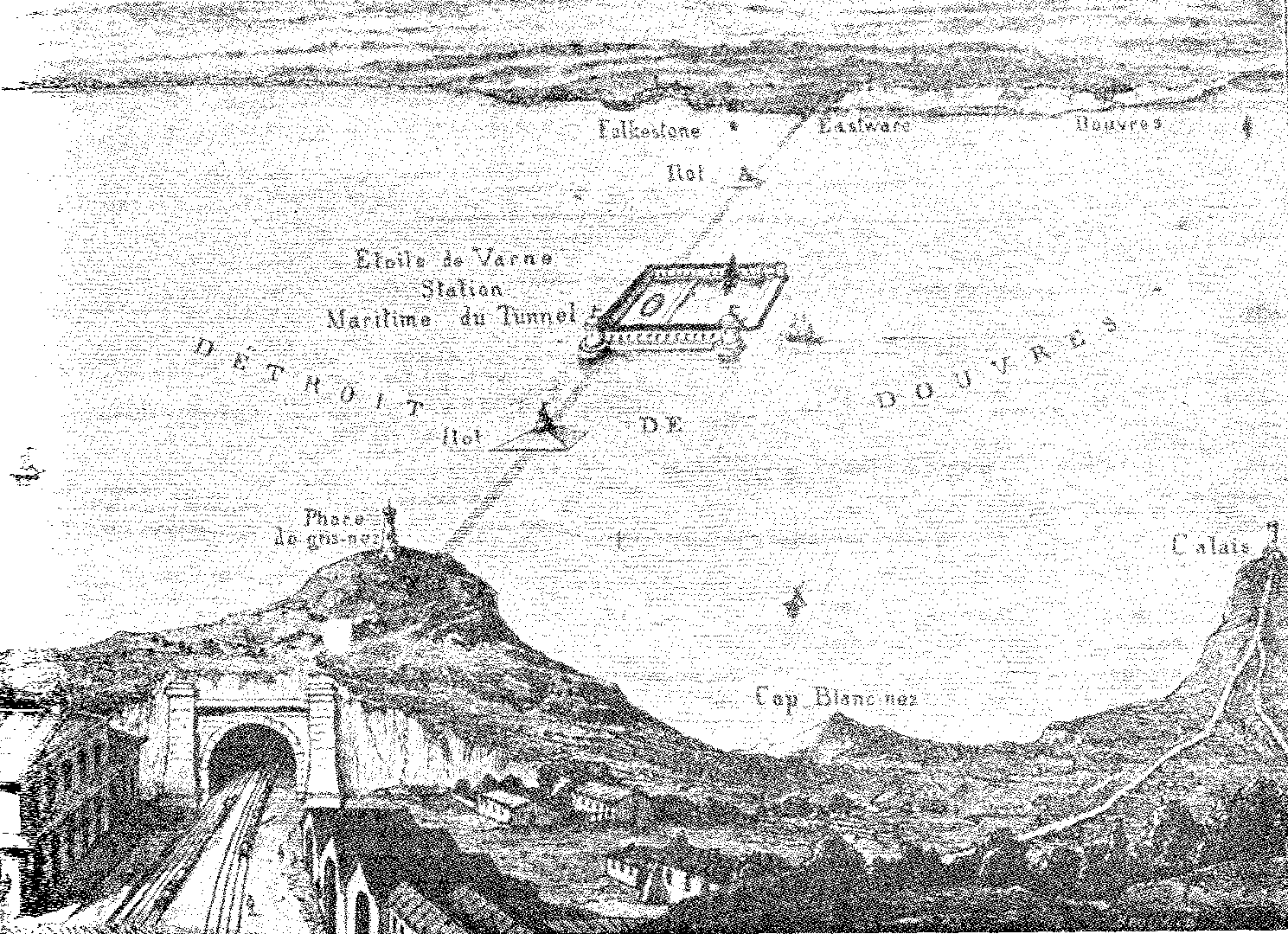
Proposition d'Aimé Thomé de Gamond.

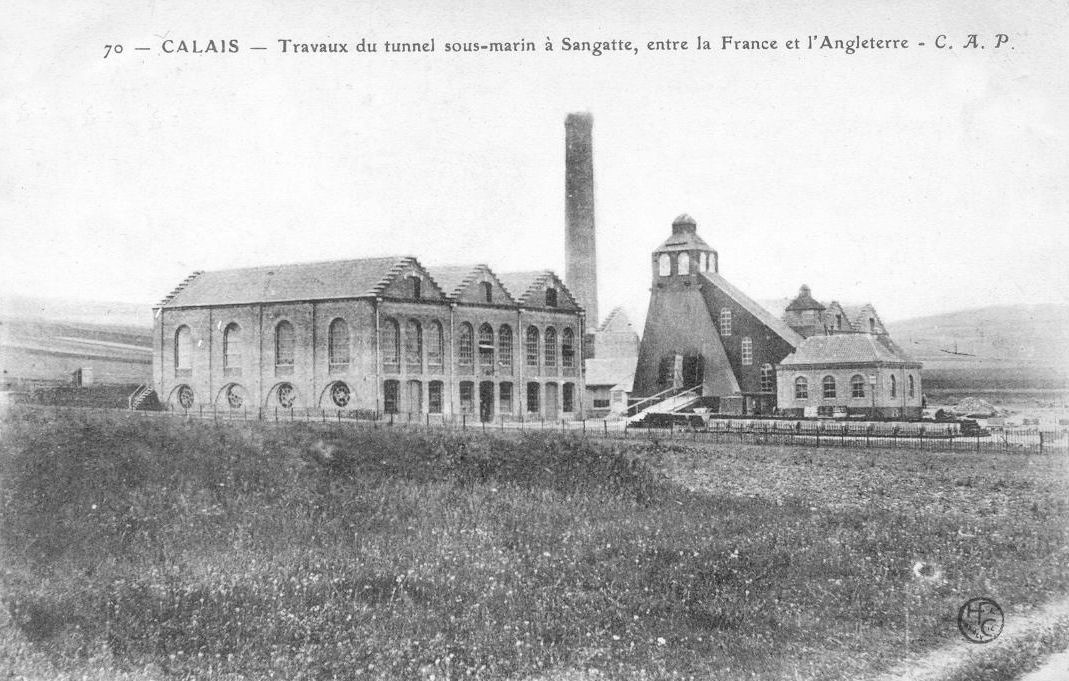
Puits de Sangatte : premiers travaux du percement du tunnel sous la Manche par Ludovic Breton de 1879 à 1883.

La multiplication des tunnels ferroviaires (notamment pour le métro de Londres) rend envisageable la construction d'un tunnel sous la Manche. Deux sociétés (l'Association française du tunnel sous-marin entre la France et l’Angleterre du côté français et The Channel Tunnel Company du côté britannique) obtiennent en 1874 une concession de 99 ans pour un tunnel ferroviaire. La société britannique, ne disposant pas de capitaux suffisants, est remplacée par The Submarine Continental Railway Company.
Un tracé est décidé à partir des travaux d’Aimé Thomé de Gamond. Des puits sont forés en France (notamment le puits de Sangatte sous la direction de l'ingénieur Ludovic Breton,,,) et en Angleterre. Pour le forage, des perforatrices (machine Brunton puis machine de Frederick Beaumont (en)) sont mises au point. Le rythme de forage est d’environ 400 mètres par mois, permettant d’espérer la fin du forage au bout de cinq ans. La Grande Dépression et l’influence d’opposants au tunnel côté britannique font de nouveau abandonner le projet en 1883. Plus de trois kilomètres de galeries ont été creusées mais sont stoppées en 1883, l'Amirauté et le ministère du Commerce britanniques prétextant des dangers stratégiques ; l'historien Laurent Bonnaud note : « les militaires anglais ont mené une formidable campagne pour dénoncer des risques d'invasion française liés à la perte d'insularité. Cela restera la doctrine officielle pendant les soixante-dix ans suivants ». Les galeries déjà creusées sont ensuite murées.
Depuis l'idée du tunnel avancée pour la première fois en 1802, pas moins de 139 projets — en comptant les variantes — ont été proposés (tunnels, ponts, tubes au fond de la Manche, flottant ou posés sur un viaduc) par divers ingénieurs ou sociétés de travaux publics.

### Relance du projet
Les années qui suivent sont marquées par l'influence des militaires opposés à la réalisation du tunnel. Les deux guerres mondiales renforcent cette raison. Cependant, la Manche est désormais facilement franchissable avec le développement de l'aviation. Un autre élément permet la relance du projet : la création de la CEE en 1957.
Le 26 juillet 1957, le Groupement d'études pour le tunnel sous la Manche (GETM) est créé. Les experts se prononcent pour un tunnel ferroviaire double. En 1967, un appel d'offres est lancé par les deux gouvernements. Le Groupe du tunnel sous la Manche, composé de la Société française du tunnel sous la Manche et de la British Channel Tunnel Company, est désigné maître d'œuvre le 22 mars 1971. Le projet retenu est celui de deux tunnels ferroviaires entourant une galerie de service. Les travaux commencent en 1973. Pour les aspects juridiques, un traité franco-britannique est signé. Il est ratifié en décembre 1974 par le parlement français. Cependant, le Royaume-Uni est plongé dans une crise économique et pour éviter une opinion défavorable, le gouvernement britannique abandonne une fois de plus le projet le 20 janvier 1975.
À l'arrivée de François Mitterrand au pouvoir en mai 1981, le projet est relancé. À l'approche du premier sommet franco-britannique de son septennat (septembre 1981), le nouveau président de la République française a demandé à chacun des ministres ce qu'ils pouvaient proposer comme sujet d’intérêt commun. Après consultation de ses équipes, Charles Fiterman, alors ministre des Transports, suggère à François Mitterrand de rouvrir le dossier « Lien fixe transmanche ». Cette proposition fait très vite l’unanimité : elle s'inscrit dans la vision européenne du nouveau chef de l'État.

### Projet final
Une des difficultés de la solution en tunnel est l'incertitude géologique et la gestion du risque sismique, difficultés amoindries pour la solution « pont », mais qui génère d'autres problèmes (dont des risques de collision dans un détroit qui compte parmi les plus fréquentés au monde par le trafic maritime).
À l'issue du sommet franco-britannique des 10 et 11 septembre 1981, un groupe d’experts, présidé par Andrew Lyall et Guy Braibant, représentants des ministres des Transports français et britannique, est créé. Margaret Thatcher a affirmé sa préférence pour un franchissement routier plutôt que ferroviaire. Avec l’exploitation du tunnel, elle craint d’offrir à la British Rail, « trop soumise aux syndicats », un moyen de pression considérable.
En 1983, le groupe d'experts se prononce néanmoins pour la construction d'un tunnel ferroviaire. Un groupement de cinq banques françaises et britanniques abondent en ce sens en soutenant que pour ce projet il faut une garantie des États. Ce point est refusé par Margaret Thatcher. De plus, le fait d’avoir des fonds privés permet d’éviter les abandons à la suite de décisions des gouvernements, mais expose à des plans de redressement avec intervention des États pour les sociétés privées défaillantes (tels ceux du groupe Eurotunnel, chargé de la construction et de l'exploitation).
Le 30 novembre 1984, à l'issue du sommet franco-britannique, les deux gouvernements demandent au groupe d'experts, présidé par Andrew Lyall et Raoul Rudeau, d'établir un cahier des charges de l'appel d'offres public selon le principe d'une concession privée.
Le 2 avril 1985, les gouvernements fixent au 31 octobre la date limite pour que les promoteurs proposent des liens fixes trans-Manche pour véhicules routiers et ferroviaires.
Quatre projets sont proposés :
- Europont : il s’agit d’un pont-tube de 37 km soutenu par huit pylônes de 340 m de hauteur, faisant appel à des techniques nouvelles, avec des travées longues de 5 km suspendues à des câbles en kevlar. Le pont aurait deux niveaux de six voies. Une liaison ferroviaire serait faite par un tunnel. Le coût est évalué à 68 milliards de francs[note 4] ;
- Euroroute : c'est un ensemble routier pont-tunnel-pont, les ponts à haubans avec des travées de 500 m de portée reliant des îles artificielles à la côte, et un tunnel de 21 km se trouvant sous le fond de la mer. Des rampes hélicoïdales permettent le passage du pont au tunnel. Une liaison ferroviaire indépendante passe par deux tunnels. Le coût est évalué à 54 milliards de francs hors frais financiers[note 5] ;
- Transmanche Express : ce projet est présenté à la dernière minute par la société British Ferries. Il comprend un ensemble de quatre tunnels (deux routiers et deux ferroviaires) unidirectionnels. Deux îles artificielles seraient créées pour assurer la ventilation des tunnels routiers via des puits. Le coût annoncé est de 30 milliards de francs[note 6] ;
- Eurotunnel : dans ses grandes lignes, ce projet reprend celui de 1972-1975, d’un double tunnel ferroviaire avec un troisième tunnel de service. Ce projet a un coût estimé à 30 milliards de francs[note 6].

Le premier projet est écarté par crainte de collision avec les navires ainsi que l’utilisation de techniques non maîtrisées. Le troisième projet reçoit un avis défavorable car le système d’aération est considéré comme insuffisant et le coût semble sous-évalué. Restaient donc en compétition les projets Euroroute et Eurotunnel. Ce dernier est sélectionné du fait de son coût inférieur ainsi que pour son impact jugé plus faible sur l’environnement et l'utilisation de techniques éprouvées. Le choix est entériné le 20 janvier 1986 par la Première ministre britannique Margaret Thatcher et le président français François Mitterrand. Le traité de Cantorbéry, concernant notamment la frontière entre la France et le Royaume-Uni, est signé le 12 février 1986.
Une étude d'impact est faite. Le projet est soumis à enquête publique et assorti de mesures compensatoires et conservatoires.
L’inauguration officielle du tunnel par la reine Élisabeth II et le président François Mitterrand a lieu le 6 mai 1994.

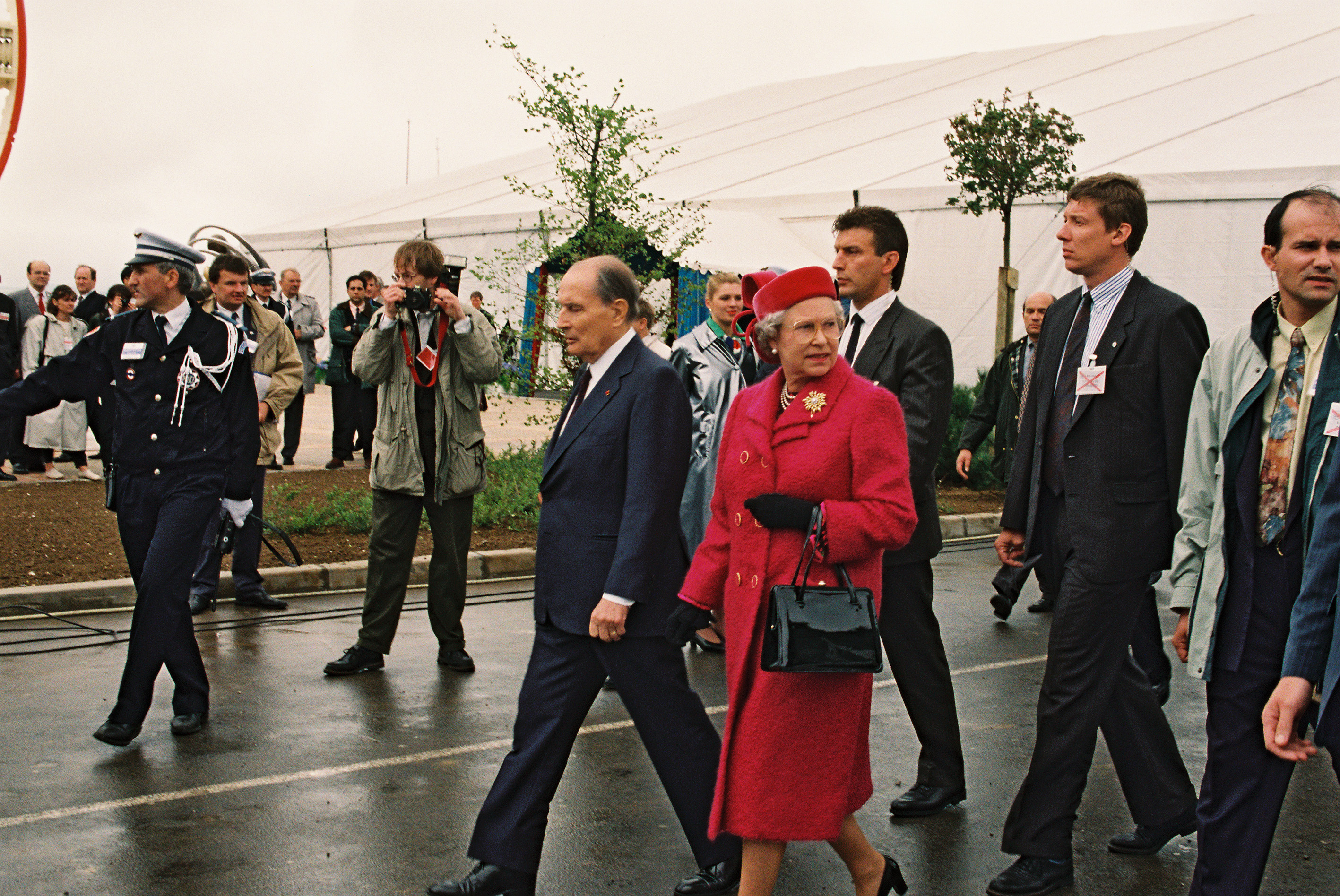
Le président François Mitterrand et la reine Élisabeth II lors de l'inauguration d'Eurotunnel à Calais (France) le 6 mai 1994.

## Construction
La construction du tunnel sous la Manche se déroule entre le 15 décembre 1987 et le 10 décembre 1993. Elle est principalement réalisée à l'aide de tunneliers qui creusent le tunnel sur une longueur totale cumulée de 148 km. Au maximum, 15 000 personnes (ouvriers, ingénieurs, géologues, informaticiens) ont travaillé au tunnel, 12 000 en rythme de croisière (4 000 du côté français, 8 000 du côté anglais dont le gouvernement voulait reconvertir les ouvriers victimes de la fermeture des mines de charbon).
Pour évacuer l'eau des infiltrations et les fuites de liquides chimiques dans les galeries, quatre stations de pompage ayant chacune une capacité de pompage de 2 000 m3 d'eau par heure sont construites. Elles sont situées aux points les plus bas du tunnel. En temps normal, les liquides sont d'abord stockés dans des puisards de service où ils sont ensuite pompés. En cas de défaillance du système principal, des puisards d'urgence (d'une capacité de 1 660 m3) ont été construits de chaque côté des sous-stations de pompage.

## Caractéristiques techniques

Coupe du tunnel montrant les couches géologiques traversées.

Coupe schématique du tunnel au niveau des rameaux de communications (C) présents tous les 375 m. Les rameaux de pistonnement (D), présents tous les 250 m, permettent à l'air de circuler.

Tracé dans la couche dite de la craie bleue (Cénomanien), à une profondeur de 40 mètres sous le fond de la mer (profondeur maximale de 107,3 mètres sous le niveau moyen de la mer), le tunnel sous la Manche comprend en fait trois galeries :
- deux tunnels ferroviaires, un pour chaque sens de circulation, de 7,6 mètres (utile) de diamètre (noté A sur le schéma ci-contre) ;
- une galerie de service située entre les deux galeries ferroviaires, de 4,8 mètres (utile) de diamètre, dans laquelle circulent des véhicules spéciaux (noté B sur le schéma ci-contre).

Ces trois galeries, revêtues de voussoirs en béton armé, sont reliées entre elles tous les 375 mètres par des rameaux de communication (noté C sur le schéma ci-contre) qui permettent de relier les tunnels ferroviaires au tunnel destiné à l'entretien et aux secours (cela a servi notamment lors de l'incendie d'une navette pour poids lourds le 18 novembre 1996). Ces rameaux permettent aussi la ventilation du tunnel en fonctionnement normal. De l'air frais est soufflé dans la galerie de service à ses extrémités, et cet air est ensuite distribué dans les tunnels ferroviaires via des clapets anti-retours, ce qui permet d'éviter toute contamination de la galerie de service par des fumées lors d'un incendie.
Enfin des rameaux de pistonnement (noté D sur le schéma ci-contre) relient les deux tunnels ferroviaires tous les 250 mètres et permettent à l'air de circuler et de diminuer ainsi la variation de pression au passage des trains, et donc la résistance aérodynamique.
Les tunnels sont parcourables indifféremment dans les deux sens. En situation normale, chacun des deux tunnels est dédié à un sens de circulation unique, en général le tunnel sud pour les trains allant de la France à l'Angleterre tandis que le tunnel nord est affecté à l'autre sens. En cas d’indisponibilité d'un des deux tunnels, l'autre tunnel est utilisé dans les deux sens avec alternat de circulation. Pour davantage de souplesse dans l'exploitation des circulations, les deux tunnels sont reliés entre-eux à deux endroits par des communications appelées cross-over, permettant aux trains de passer d'un tunnel à l'autre. Ces cross-over sont situés aux tiers du parcours (l'un français à 12,5 km des puits de Sangatte, l'autre britannique à 9 km de Shakespeare Cliff (en)), sont constitués d'une cavité souterraine, nommée communication, équipé de traversées-jonctions, et permettent de faire passer les trains d'un tunnel à l'autre et d'isoler ainsi des tronçons de tunnel en cas de nécessité (entretien, incident),. En ces points, la galerie de service passe sous l'un des tunnels ferroviaires et se retrouve à côté et non plus entre les deux.

## Sécurité

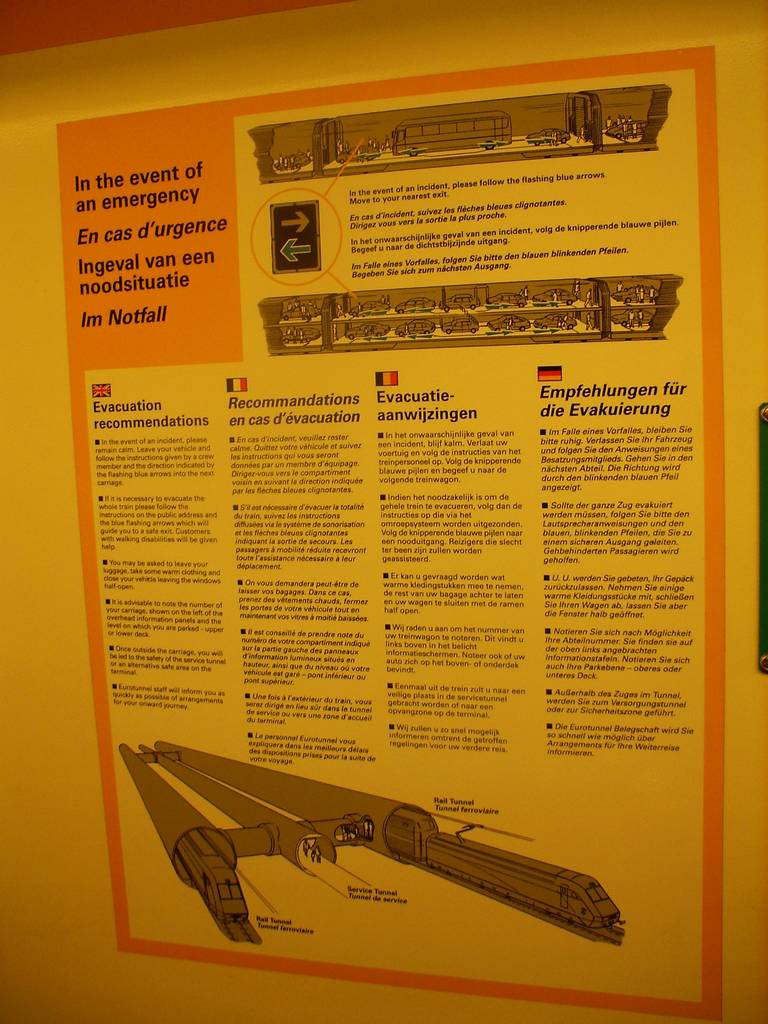
Consignes de sécurité à bord du train.

Dans un rapport global sur la sécurité, des experts estiment que le passage dans le tunnel quel que soit le moyen ferroviaire utilisé comporte globalement beaucoup moins de risque qu'un autre trajet en train sur une distance identique.
Les tunnels ferroviaires sont conçus de telle manière qu'en cas de déraillement, les navettes ne peuvent se renverser et restent en ligne droite. De plus pour garder une atmosphère à une température correcte malgré les nombreux passages des trains, deux usines de réfrigération alimentent en eau froide deux canalisations sur toute la longueur des tunnels.
Pour des raisons de sécurité, les galeries ferroviaires sont éclairées par 20 000 luminaires et bordées par un trottoir continu, du côté de la galerie de service, pour assurer l'évacuation éventuelle des voyageurs en tout point. Des antennes assurent la continuité des communications radio sol-trains.

### Gestion des incidents et maintenance
Dans les centres de contrôle situés aux terminaux, une salle est consacrée à la gestion des incidents majeurs. Cette salle est équipée pour coordonner les différents services susceptibles d'intervenir en cas d'incident.
La traversée est découpée en six sections (entre chaque traversée-jonction) ce qui permet en cas de problème sur une de ces sections de passer sur la section opposée. Chaque section est neutralisée tour à tour la nuit pour la maintenance préventive. Chaque rame de navette passe un contrôle à l'atelier de maintenance une fois par semaine.
Les trains qui utilisent le tunnel sous la Manche sont tractés par deux motrices électriques, chaque motrice étant suffisamment puissante pour tracter seule l'ensemble de la rame.[réf. nécessaire]

### Lutte contre l'incendie
Le tunnel sous la Manche est défendu par des sapeurs-pompiers français et britanniques, équipés de véhicules spéciaux circulant dans une galerie technique longeant le tunnel. L'alimentation en eau (hydrant) se fait par un tuyau qui parcourt la galerie, et est muni de raccords aux normes françaises et britanniques. Afin de ne pas être envahie par la fumée en cas d'incendie, la galerie technique est maintenue en surpression par rapport aux galeries ferroviaires.
Lors du signalement d'un sinistre, un plan binational, appelé binat, est déclenché par l'officier de surveillance.
Les navettes passagers possèdent de nombreux équipements de sécurité. Des cloisons coupe-feu fermées pendant le trajet séparent les wagons. Chaque wagon possède de nombreux détecteurs (fumée et incendie) ainsi qu'un système d'extinction utilisant de la mousse et du gaz halon (réservé aux motrices, ce gaz absorbant l'oxygène). D'après les études[Lesquelles ?], en cas de problème, les passagers ont le temps d'atteindre un compartiment sain avant d'être incommodés. La structure des wagons ainsi que des cloisons coupe-feu sont prévues pour résister une trentaine de minutes à un feu ce qui permet à la rame d'être sortie du tunnel et d'être conduite dans une zone des terminaux spécialisée pour le traitement des incendies.
Eurotunnel a investi 20 millions d'euros en 2010 dans la construction de quatre stations « SAFE » (« Station d'attaque contre le feu »). Chaque station SAFE, d’une longueur de 870 m, supérieure aux plus longues Navettes Camions, est structurée en sections individuelles d’aspersion de 30 m. Une fois le train à l’arrêt, un système de détection de chaleur localise le wagon où se trouve l’incendie et un brouillard d’eau est immédiatement vaporisé uniquement dans la section correspondante. Contrairement à la mousse ou aux sprinklers, le brouillard d’eau n’a pas besoin d’être dirigé avec précision vers la source de l’incendie. Il crée une ambiance de micro-gouttelettes qui, en contact avec l’incendie, absorbent la chaleur par évaporation et freinent l’apport d’oxygène par augmentation de leur volume (transition gouttelette d’eau → ballon de vapeur). Le feu est ainsi étouffé, et la température est ramenée en moins de trois minutes d’environ 900 °C à moins de 250 °C (ou de 1 100 degrés à 50 degrés), ce qui facilite l’intervention des pompiers destinée à aider les personnes à bord dans des conditions de sûreté accrues et de garantir que le béton de la voûte du tunnel ne subisse pas de dégradation. En effet, la chute significative des températures à proximité du foyer empêche le feu de se propager et améliore la visibilité. Le brouillard d’eau, sans danger pour les personnes[réf. nécessaire], garantit un contrôle efficace du feu et réduit les dommages sur la structure du tunnel. Ce dispositif d’attaque du feu dans le tunnel, conçu par Eurotunnel et la société Fogtec, introduit des innovations qui ont justifié le dépôt d’un brevet.

### Séisme
La zone autour du pas de Calais subit régulièrement des séismes. Toutefois ceux-ci sont souvent de faible intensité (entre 1962 et 1997, quatorze séismes d'amplitude inférieure à 4 sur l'échelle de Richter ont été recensés par l'Institut de physique du globe de Strasbourg). Un séisme très important eut lieu le 6 avril 1580. Ce séisme fut analysé au moment des études de construction du tunnel.
La partie française du tunnel est classée parmi les zones à aléa sismique faible par le Bureau de Recherche Géologique et Minières,.
Le 28 avril 2007 à 7 h 18 UTC entre Folkestone et le cap Gris-Nez un séisme de magnitude 4,7 sur l'échelle de Richter a été enregistré. Le foyer de ce séisme se situait en mer à 37 km au nord-ouest de Boulogne-sur-Mer, 17 km au sud de Folkestone et environ 10 km de profondeur,. Le trafic ferroviaire transmanche n'a pas été affecté malgré la proximité du tunnel avec le foyer du séisme,,.
Le 22 mai 2015 à 1 h 52 UTC à 7 km au sud-ouest de Douvres vers le cap Blanc-Nez un séisme de magnitude 4,4 sur l'échelle de Richter a été enregistré.

### Écologie du paysage et modifications géomorphologiques
Dans la plaine maritime, le terminal ferroviaire lui-même ayant été partiellement établi sur un substrat quaternaire, tourbeux, gorgé d'eau, il a du être préparé par des drains verticaux (2 millions de m3) et horizontaux, et d'un remblai dit « de tassement formé par les déblais de tranchée et par 1,6 million de m3 de sables provenant de Wissant et de la gravière de Sangatte ».
Le creusement du tunnel a généré de grandes quantités de boues calcaires et de roche calcaire. Des deux côtés de la Manche, des dépôts ont été constitués pour accueillir ces déchets de construction renaturés ou paysagés :
- côté anglais, les déblais ont servi à remblayer le site du terminal et à combler le polder du chantier en bord de mer[52] ;
- côté français, deux vallons ou anciennes carrières situés sur les flancs du « talus des Noires Mottes » (fond Pignon et fond de la Forge) ont servi à construire un système de bassins de retenue et de décantation derrière une digue artificielle, accompagné d'un aménagement paysager[52]. Dans le vallon « Fond-Pignon » (inscrit à l'inventaire des sites classés, dans une zone abondamment bombardée lors de la Seconde Guerre mondiale) des calcaires durs ont servi à construire une grande digue. Derrière ce « mur » les boues pompées dans le tunnel et refoulées par une canalisation sont stockées pour décantation lente (formation d’un « béton de craie » à 30 % d'eau). Le site a été clôturé en raison du risque de noyade (le matériau se comportant en outre comme un sable mouvant). Le Conservatoire botanique national de Bailleul (CBNBL) a été mobilisé pour la sélection et collecte de graines de plantes croissant naturellement sur les calcaires (flore de coteaux calcaires) ; ces boues se sont déshydratées en quelques années et le site a été rapidement revégétalisé après des essais de plantation et de réensemencement des dépôts[52] ;
- de nouvelles gravières ont cependant dû être ouvertes pour les travaux (contrairement aux engagements pris antérieurement)[53] ;
- des pompages d'exhaure des eaux infiltrées dans le tunnel en cours de creusement ont été rejetées à environ 400 m au large (après que leurs matières en suspension aient été réduites à 0,2 g/litre)[54].

Outre les invasions militaires — le Royaume-Uni a envisagé, dans les années 1960-1970, l'emploi de l'arme nucléaire pour contrer toute irruption soviétique par un futur tunnel —, le gouvernement anglais a voulu se prémunir contre les espèces invasives ainsi que les maladies « continentales », à commencer par la rage. C'est ce qui a justifié l'installation de dispositifs tels que :
- les pièges pour les renards (ou les chiens errants) ;
- les systèmes de pointes sous haute tension[réf. nécessaire], destinés à tuer tout arthropode (papillons, araignées, etc.) posé sur les wagons.

En 2020, l'Agence européenne de l'Environnement a publié une série de cartes interactives illustrant les conséquences d'un réchauffement climatique et qui montre que le tunnel sous la Manche, ainsi que certaines des activités touristiques et portuaires du littoral des Hauts-de-France pourraient se retrouver sous les eaux d'ici à la fin du siècle.

## Exploitation

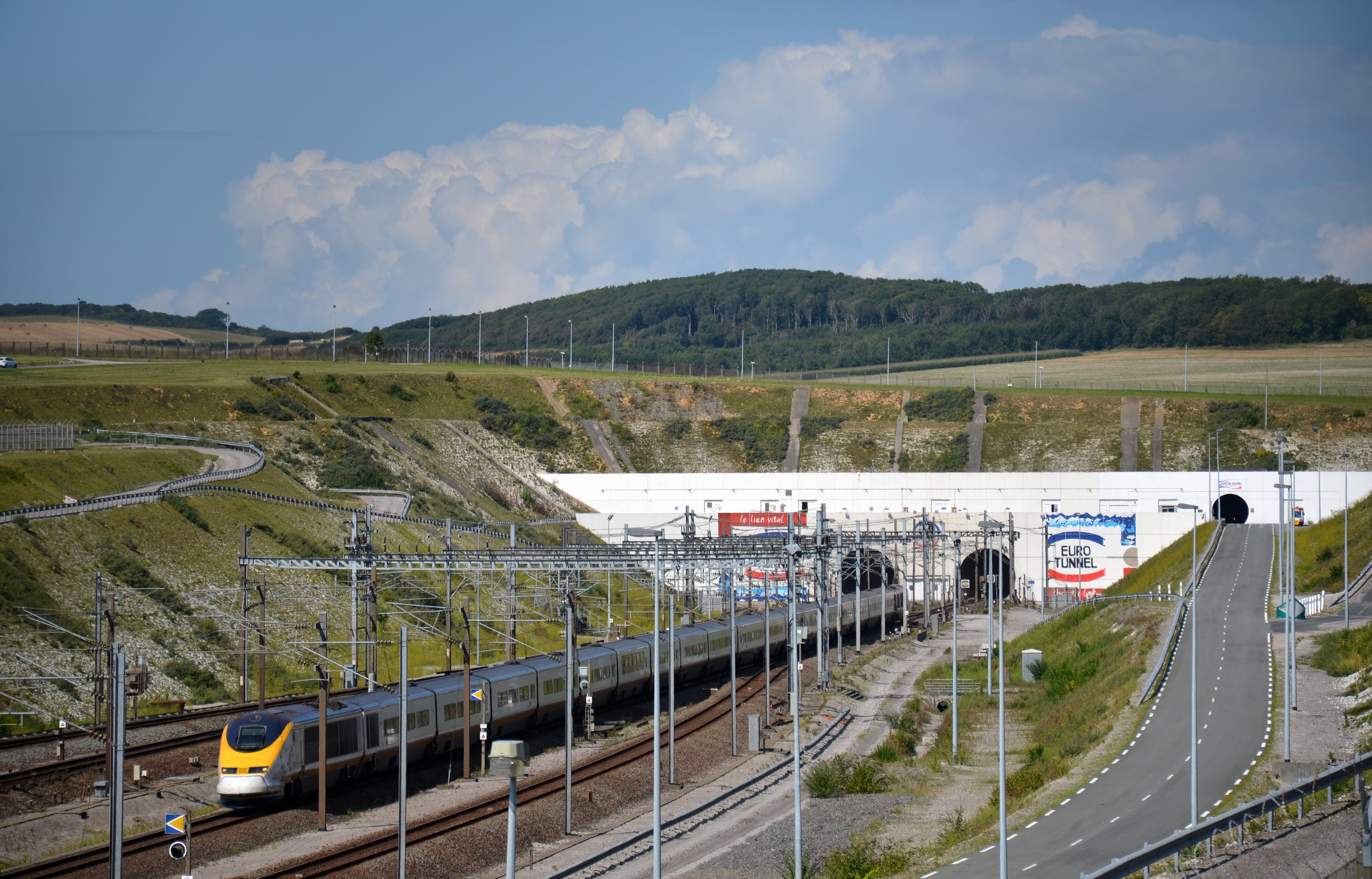
Un TGV TMST à la sortie du tunnel.

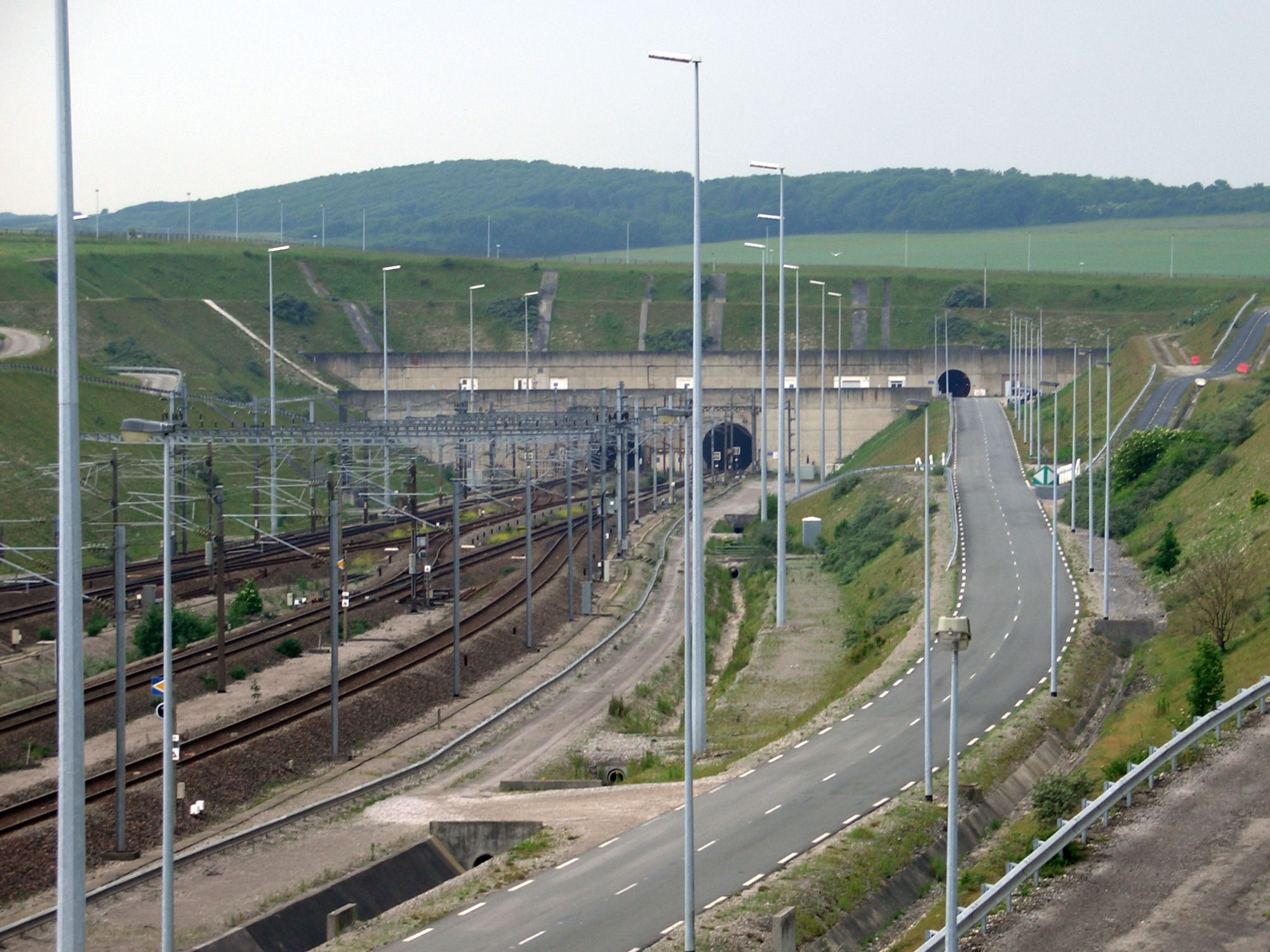
L'entrée dans le tunnel à Peuplingues, près du terminal de Coquelles (France).

### Trains à grande vitesse
Les trains de voyageurs qui utilisent le tunnel sous la Manche sont exploités par Eurostar, société dépendant de la SNCF, de Network Rail et de la SNCB, qui est en situation de monopole depuis la mise en service commerciale du tunnel.
Un type spécial de TGV a été conçu pour cette utilisation : le TGV TMST. Il est adapté au gabarit et à l'alimentation électrique des réseaux qu'il est amené à parcourir : britannique (notamment captage du courant par troisième rail jusqu'en 2008), français et belge. Pour des raisons de sécurité dans le tunnel, il est sécable en son milieu, grâce à deux motrices entourant 18 voitures (deux fois neuf voitures). Il offre 800 places assises. Sa vitesse est limitée à 300 km/h sur les lignes à grande vitesse et à 160 km/h à l'intérieur du tunnel.
Depuis l'ouverture totale de la High Speed 1 en 2007, des trains au gabarit continental peuvent accéder à Londres. Eurostar a donc commandé, en 2010, 17 rames Eurostar e320 pour renforcer son parc, qui permettent en outre la création d'une liaison vers Amsterdam en 2018.

### Transport de véhicules hors camions
Le tunnel sous la Manche est accessible à la plupart des véhicules routiers hors camions (motos, voitures, fourgons, autocars) grâce aux navettes passagers qui circulent en temps normal vingt-quatre heures sur vingt-quatre.
Elles sont composées habituellement de deux rames de douze wagons porteurs entourés par deux wagons de chargement/déchargement et des locomotives électriques. Pour les véhicules ne dépassant pas 1,85 mètre de hauteur, les wagons à deux niveaux offrent une capacité de dix voitures (cinq par niveau). Des wagons à un niveau sont conçus pour les autocars et véhicules de plus de 1,85 m de hauteur. Les wagons sont fermés et pendant le trajet chaque wagon est séparé des autres par des cloisons coupe-feu.
Les wagons pour les navettes passagers à double pont ont été fabriqués par ANF Industrie à Crespin. Au total, 108 unités ont été commandées. Ces véhicules, de conception unique en acier inoxydable, sont prévus pour une durée de vie de trente ans avec une utilisation vingt-quatre heures sur vingt-quatre et sept jours sur sept.
Début 2011, le parc de navettes passagers est composé de 9 rames, composées de 216 wagons porteurs et 38 wagons chargeurs,.
La rénovation complète de l’ensemble du parc des navettes passagers a été confiée à Bombardier Transport ; la livraison des rames rénovées se déroulera entre mi-2022 et mi-2026.

### Transport de camions

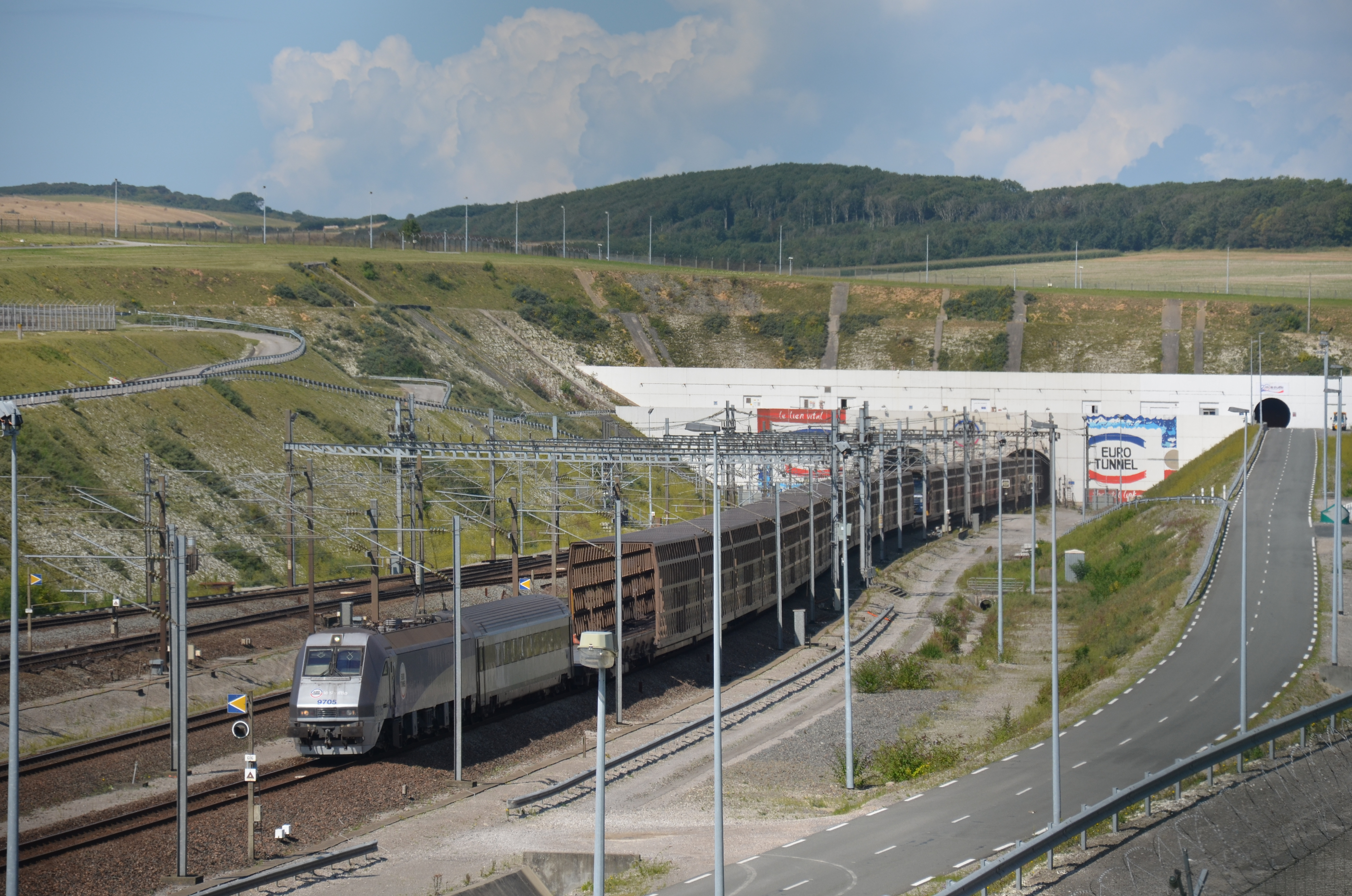
Une navette d'Eurotunnel à la sortie du tunnel sous la Manche, en France.

Les navettes camions sont composées de deux rames de quinze et seize wagons porteurs de 20 mètres de long entourés par deux wagons de chargement/déchargement. Cependant contrairement aux autres navettes où les passagers restent dans leurs véhicules le temps de la traversée, une voiture est ajoutée au convoi derrière la locomotive pour accueillir les chauffeurs routiers. Les wagons porteurs ne sont cette fois pas fermés mais simplement grillagés.
Début 2011, le parc de navettes camions est composé de 15 rames, composées de 494 wagons porteurs et 52 wagons chargeurs.
Le 14 novembre 2011, le wagon Modalohr conçu pour le ferroutage a été agréé par la commission intergouvernementale du tunnel sous la Manche (CIG) et est donc apte à l'emprunter. Cette homologation pour un nouveau matériel ferroviaire est la première depuis l'ouverture du tunnel sous la Manche en 1994.
Nombre de camions (HGVs) transportés par navette (shuttles).
Le graphique qui aurait dû être présenté ici ne peut pas être affiché car il utilise l'ancienne extension Graph, désactivée pour des questions de sécurité. Des indications pour créer un nouveau graphique avec la nouvelle extension Chart sont disponibles ici.

### Trains de fret
Ils circulent à 100 km/h. En France, ils partent de la gare marchandises de Fréthun ; tous les convois vers le Royaume-Uni doivent y transiter, afin d'effectuer les formalités douanières.
Le tunnel est emprunté depuis janvier 2017 par des circulations de trains entre la Chine et le Royaume-Uni.
Volume de marchandises transportées en tonnes.
Le graphique qui aurait dû être présenté ici ne peut pas être affiché car il utilise l'ancienne extension Graph, désactivée pour des questions de sécurité. Des indications pour créer un nouveau graphique avec la nouvelle extension Chart sont disponibles ici.

### Bilan d'exploitation

Évolution du trafic dans le Tunnel depuis l’ouverture (1994-2010).

### Incidents
Depuis la mise en service de l’ouvrage, plusieurs incidents ont rendu nécessaire la suspension de l’exploitation d’une partie du tunnel, aucune n'ayant fait de victimes :
- le 18 novembre 1996, l’incendie d’une navette pour poids lourds à 17 km de l’entrée française dans le tunnel sud provoque la fermeture de ce tunnel. Il rouvre en décembre 1996 pour le trafic Eurostar mais le trafic des navettes Fret ne reprend dans le tunnel sud qu’après plusieurs mois de travaux[64] ;
- le 11 septembre 2008, une navette pour poids lourds prend feu à 11 km de l’entrée française du tunnel Nord[64] ;
- durant l’hiver 2009-2010 en Europe, les conditions climatiques en décembre 2009 ont causé des pannes électriques des rames Eurostar dans le tunnel, forçant des milliers de voyageurs à l’évacuation[65] ;
- le 29 novembre 2012, peu après 14 h, un camion s'enflamme sur une navette de Fret alors qu'elle se situe à 7 km de l’entrée française dans le sens Grande-Bretagne-France. Elle avait à son bord 36 personnes (équipage et chauffeurs) qui n'ont pas été touchées. L'incendie a été maîtrisé vers 14 h 30 et arrêté vers 14 h 50. Le trafic a pu reprendre progressivement dès 16 h. Un seul camion et sa cargaison ont été détruits[66] ;
- le 17 janvier 2015, au cours de l'après-midi, un camion s'enflamme dans le tunnel nord dans le sens Angleterre-France ; le trafic est interrompu et les passagers sont évacués[67],[68].

### Accès au tunnel
Côté français, l'accès au tunnel se fait par une rocade accessible par la sortie 42 de l'Autoroute A16, ainsi que par le boulevard de l'Europe, sur la commune de Coquelles près de la Cité Europe (poids lourds).
Côté anglais, le tunnel est accessible par la sortie 11 de la M20, sur la commune de Folkestone.

### Technologie
Depuis mai 2022, deux câbles à haute tension relient les réseaux de transport d’électricité de la France et de l’Angleterre.
Le tunnel est également utilisé par Colt Technology pour déployer sa fibre optique.

### Hommage
En 2025, la société Getlink, qui gère le tunnel, rend hommage à Achim Neumann, l'ingénieur de génie civil en charge du projet du tunnel, en apposant une plaque, avec l'empreinte de ses deux mains, au siège d'Eurotunnel en France, et une deuxième dans l’entrée du tunnel de service côté Anglais.

## Conséquences socio-économiques et foncières de la construction du tunnel
Malgré les inquiétudes quant à l'évolution du trafic maritime des deux côtés du tunnel, celui-ci s'est maintenu après l'ouverture du tunnel et a même augmenté au port de Calais : le trafic voyageurs y a aussi augmenté de moitié entre 1992 et 1998 et le tonnage du port de marchandises a doublé entre 1990 et 1998.
L'ouverture des terminaux de Coquelles et de Folkestone a permis l'ouverture de grandes zones d'activités. Le terminal de Coquelles s'étend ainsi sur 700 hectares (en grande partie imperméabilisés), parmi lesquels 90 000 m2 sont consacrés aux activités commerciales et culturelles de la Cité Europe.
Foncier : Deux études ont porté sur la période 1975 à 1981 et sur les marchés fonciers de Calais, Saint-Omer, Boulogne-sur-Mer, Arras et de la Côte d'Opale puis sur cinq bassins d'habitat du littoral de 1987 à 1989 ; elles ont montré qu’en 1989, il existait un marché de l’arrière-pays (hors Haut-Artois) mais que les acteurs du marché foncier ne semblaient pas encore avoir anticipé ou pris en compte l’effet « lien fixe-transmanche » et l'amélioration du réseau routier.
En 1992, une nouvelle étude de L'ADEF (commande de l’Observatoire Régional de l'Habitat et de l'Aménagement du Nord - Pas de Calais de la D.R.E) a porté sur l'impact du tunnel sur la plus-value foncière et la production de terrain à bâtir dans un rayon de 35 à 40 km à vol d'oiseau du tunnel, et d’éventuelles « alternatives envisagées sous l'angle foncier par les acteurs locaux vis-à-vis de cette nouvelle donne ».
Le chantier s'étant terminé avec un an de retard et la facture étant presque deux fois plus élevée que prévu (coût initial de construction de 27,3 milliards de francs, soit un total de 47,8 milliards, à un coût final de 87,9 milliards), Eurotunnel s'est retrouvé avec une dette de 9 milliards d'euros, soit dix fois son chiffre d'affaires, la moitié des recettes annuelles étant dépensée pour financer le remboursement des intérêts. Arrivé à la tête de l'entreprise en 2005, Jacques Gounon déclare : « Si rien [n'est] fait, Eurotunnel [va faire] faillite le 31 janvier 2007 », date correspondant à une échéance de remboursement du capital. Son cri d'alarme a créé un électrochoc salutaire. La dette a par la suite été renégociée avec les actionnaires, en étant réduite de moitié, le trafic sera relancé et la société redeviendra bénéficiaire en 2011.

## Avenir
Le 13 octobre 2010, pour la première fois, un train de passagers d'un autre opérateur — la Deutsche Bahn — a circulé dans le tunnel de manière autonome, roulant quelques kilomètres à 30 km/h en direction de l'Angleterre, avant de faire marche arrière et de ressortir côté français. Une semaine plus tard, un autre train de la Deutsche Bahn est arrivé à Londres en gare de Saint-Pancras, tracté par une locomotive.
La libéralisation du trafic ferroviaire de passagers dans l'Union européenne ouvre à la concurrence l'accès au tunnel sous la Manche, mais les autres opérateurs tels que la Deutsche Bahn doivent d'abord se conformer aux normes techniques imposées par la commission intergouvernementale assurant sa gestion, ainsi qu'à l'obligation de mise en place du contrôle des passagers et de leurs bagages dans les gares desservies.
La possibilité de la création d'un deuxième tunnel sous la Manche était en réflexion, au cas où le premier tunnel arrive à saturation. Toutefois, en 2015, il était estimé que les capacités du tunnel n'étaient exploitées qu'à 50 % ; Eurotunnel a donc fixé un plan stratégique, « Vision 2020 », qui a pour objectif d'augmenter le trafic de 100 trains par jour, soit un train toutes les 2 min 30 s au lieu des 3 min actuelles.
En décembre 2024, Getlink a annoncé avoir signé avec Systra un contrat visant à installer la signalisation européenne ERTMS dans le tunnel. Elle permettrait une meilleure interopérabilité des trains circulant dans le tunnel. En effet, si cette signalisation doit y être installée de toute façon dans le cadre des corridors européens de fret, elle permettrait en sus de favoriser l'ouverture à la concurrence, donc potentiellement l'augmentation du trafic. En 2024, le trafic du tunnel est essentiellement composé du service Eurostar et des navettes de la société. Quelques trains de fret y circulent, mais restent relativement rares à cause des normes très strictes de sécurité et de la mauvaise interopérabilité entre les réseaux transmanches.

## Dans la culture

### Au cinéma et à la télévision
Georges Méliès imagina dans son court-métrage de 1907, Le Tunnel sous la Manche ou le Cauchemar franco-anglais, le tunnel sous la Manche, son projet, sa réalisation, son inauguration et même sa destruction finale, sous forme de rêve.
Le tunnel sous la Manche figure dans le film Mission impossible de Brian De Palma en 1996 : Tom Cruise grimpe sur un train à grande vitesse et est poursuivi par un hélicoptère dans ce qui est censé être le tunnel. La scène, filmée sur la voie ferrée de Kilmarnock à Dumfries dans la vallée de l’Upper Nithsdale en Écosse, contient des faits invraisemblables qui s’ajoutent à son impossibilité matérielle : le tunnel sous la Manche apparaît comme un simple lien de section rectangulaire à double sens et les trains y circulent comme des TGV classiques sans caténaires.
Le Tunnel sous la Manche et l'Eurostar ont été utilisés dans le film d'Yvan Attal Ma femme est une actrice, lorsque le personnage d'Yvan Attal se rend à Londres pour assister au tournage d'un film par sa femme, (Charlotte Gainsbourg).
On peut apercevoir à plusieurs reprises les bouches d'entrée et de sortie du tunnel dans Les Poupées russes de Cédric Klapisch (2005).
Le 11 novembre 2013, Canal+ et Sky lancent leur nouvelle série, Tunnel, dont l'intrigue débute dans le tunnel sous la Manche. Des scènes ont d'ailleurs été tournées dans le tunnel de maintenance, avec des membres du personnel comme figurants.
L'intrigue du long métrage SAS: Rise of the Black Swan sorti en 2021 se déroule dans le Tunnel sous la manche où a lieu une prise d'otage par des mercenaires.

### Dans la littérature
En 1970, E.E Vielle, Le Tunnel sous la Manche, roman à suspense, collection Plein vent.
En 1988, Paul Gadriel, À fond de train sous la Manche, éditions Gallimard.
En 1997, Michel Cyprien, Le tunnel sous la Manche, Mercure De France.
En 1966, dans l'album d'Astérix Astérix chez les Bretons, Obélix fait une remarque concernant un tunnel pour éviter la pluie et le brouillard. Jolitorax indique qu'« on en parle chez nous de ce tunnel ; on a même commencé à le creuser mais ça risque d'être assez long. Plutôt ».

### En musique
En 1982, le groupe Un drame musical instantané publie Tunnel sous la Manche (Under The Channel) dans le disque In Fractured Silence sur le label United Dairies (réédition Souffle Continu, 2023)

### Documentaires sur le tunnel
Pendant la construction du tunnel, au cours de l'émission Envoyé spécial d'Antenne 2 du 27 novembre 1990, un reportage de Jean-François Delassus explique les travaux de creusement, en particulier la vie des ouvriers s'occupant des tunneliers. Ce reportage, qui a connu une audience record à sa diffusion à la télévision française, a reçu plusieurs prix et a été diffusé dans d'autres pays.
Le tunnel sous la Manche a fait l'objet d'un épisode de la série MegaStructures de la chaîne National Geographic Channel, diffusé la première fois en septembre 2004.
L'émission du 25 janvier 1992 du Club Sciences fut consacré au tunnel sous la manche.
Une émission du magazine de la science et de la découverte « C'est pas sorcier » sur France 3 a été consacrée au tunnel sous la Manche. Cette émission était intitulée « Eurotunnel ».
En 2019, BBC Two a consacré une série de quatre épisodes au Tunnel pour ses 25 ans.

### Objets commémoratifs
Le 5 mai 1994 sont émis quatre timbres sous forme de deux diptyques à l'occasion de l'inauguration du tunnel. Les deux diptyques ont des illustrations identiques sauf pour les couleurs de fond et la valeur faciale (deux timbres de 2,80 francs à fond bleu foncé dans un cas, deux timbres de 4,30 francs à fond bleu clair ou blanc dans l'autre). La première illustration montre le coq français et le lion britannique se serrant la main au-dessus de la Manche, la seconde deux mains aux doigts se touchant au-dessus d'un train ; chacune porte la cocarde tricolore de son pays.
Les dessins du Français Jean-Paul Cousin et du Britannique George Hardie (en) sont imprimés en héliogravure en feuille de dix-huit diptyques.
Au Royaume-Uni, le même jour, The Post Office émet deux diptyques, aux mêmes illustrations que les timbres de France, comprenant deux timbres de vingt-cinq pence pour le bleu foncé et deux timbres de quarante-et-un pence pour le bleu ciel et blanc. Les deux diptyques sont imprimés en héliogravure.
Par ailleurs, plusieurs pièces et médailles autour du tunnel ont été frappées :
- en 1987, à l'occasion d'une souscription publique, Eurotunnel frappe une médaille[87] ;
- en avril 1989, pour la sortie du tunnelier T4 (service côté terre), une médaille commémorative est donnée aux ouvriers et techniciens du chantier ;
- en 1990, à l'occasion de la jonction, une médaille est frappée[87] ;
- en 1991, deux médailles pour le record d'avancement du tunnelier T4[88] ;
- en 1991, une médaille pour présenter les voussoirs utilisés dans le tunnel[87] ;
- en 1991, une médaille tirée à 800 exemplaires par TML montre une coupe des trois galeries du tunnel[87] ;
- en 1994, une pièce commémorative de 100 Francs / 15 écus frappée par la Monnaie de Paris à 20 000 exemplaires[87] ;
- en 1994, une médaille représentant une locomotive BB 22000 sortant du tunnel frappée par Lucie - Le Havre - Lille[87].

En 2010 est créé un timbre représentant une Navette Eurotunnel, à l'occasion de la célébration de la première jonction, le 1er décembre 1990.
En 2014, le 7 mai, est émis un timbre français pour commémorer les 20 ans du lien fixe sous la Manche, depuis son ouverture le 6 mai 1994 (date de l'inauguration de l'ouvrage par la reine Elisabeth II et François Mitterrand).